# Jakob Friedrich Bengel

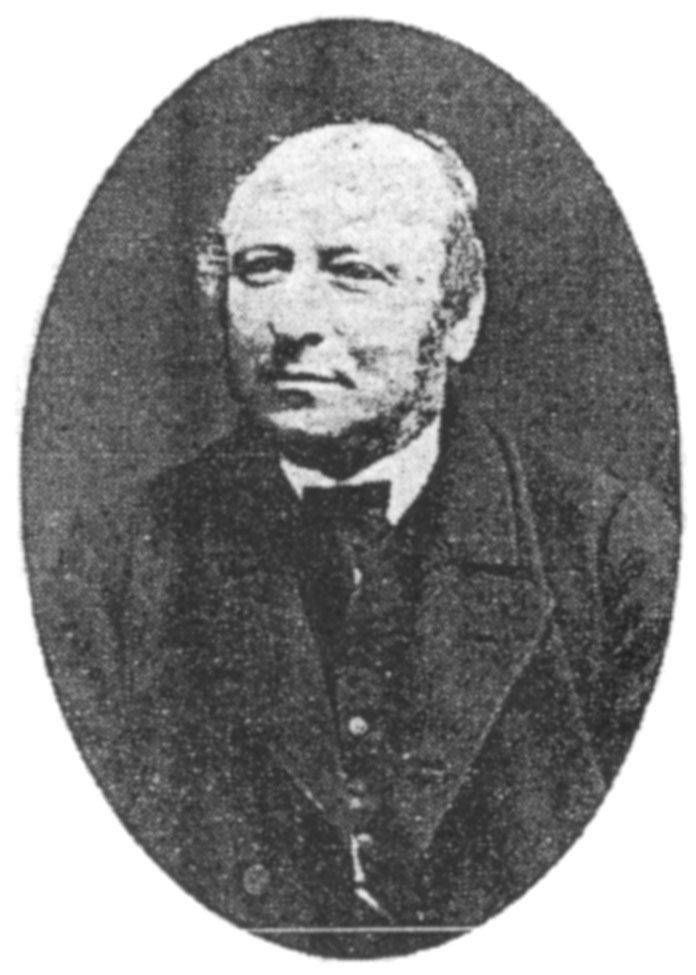
Jakob Friedrich Bengel

Jakob Friedrich Bengel (* 27. Oktober 1817 in Rappenau; † 9. Juli 1878) war Gastwirt und Schultheiß in Treschklingen sowie Abgeordneter im Badischen Landtag.

## Leben
Jakob Friedrich Bengel war der Sohn des Rappenauer Kronenwirts Friedrich Josias Bengel und der Katharina geb. Lehr. Er heiratete 1840 in Rappenau Katharina Elisabetha Klemm. Bengel war zunächst Salinenwirt in Rappenau. Nach dem Tod seiner ersten Ehefrau heiratete er 1853 die Witwe des Treschklinger Sonnenwirts Christoph Ludwig König, Katharina Sophie König geb. Schmidt. Er übernahm das Gasthaus zur Sonne in Treschklingen und wurde dort Ratsschreiber, ab 1870 Schultheiß. 1871 wurde er außerdem als Abgeordneter des Wahlkreises Sinsheim in den Badischen Landtag gewählt. Das Schultheißen- und Abgeordnetenamt übte er bis zu seinem Tod 1878 aus.
Für seine Beteiligung an der Collectiv-Ausstellung der Centralstelle des Landwirtschaftlichen Vereins für das Großherzogtum Baden erhielt er bei der Weltausstellung in Wien 1873 die Fortschritts-Medaille verliehen.